# Helmut Batlogg
Helmut Batlogg (* 1. Juli 1940 in Alberschwende) ist ein ehemaliger österreichischer Politiker (ÖVP) und Zivilingenieur. Batlogg war von 1979 bis 1999 Abgeordneter zum Vorarlberger Landtag und von 1990 bis 1997 Bürgermeister der Marktgemeinde Bezau.

## Leben
Helmut Batlogg wurde am 1. Juli 1940 als Sohn des Straßenmeisters Johann Batlogg und dessen Frau Zita in der Bregenzerwäldergemeinde Alberschwende geboren. Nach dem Besuch der Volksschule in Alberschwende und der Hauptschule in Bezau begann Batlogg zunächst eine Lehre als Maurer in Andelsbuch, ehe er 1959 an die Höhere Technische Lehranstalt in Innsbruck wechselte, wo er 1964 die Matura machte. 
Von 1964 bis 1965 leistete er den Präsenzdienst und begann 1965 ein Studium an der Technischen Universität Graz, welches er 1971 mit der Graduierung zum Diplom-Ingenieur abschloss. Zwischen 1972 und 1975 arbeitete Batlogg daraufhin jeweils kurzfristig bei Architekt Mang in Wien, der Firma Rudolf Ölz in Dornbirn und Jakob Albrecht in Bregenz. Im Jahr 1975 erhielt er eine Festanstellung als Lehrer an der HTL Rankweil. Ab 1980 war Helmut Batlogg schließlich als selbständiger Zivilingenieur für Hochbau in Bezau tätig.
Nach dem Ausscheiden aus der aktiven Politik war Batlogg noch bis zum Jahr 2009 als selbständiger Ziviltechniker in Bezau tätig, ehe er in Pension ging.
Er lebt mit seiner Frau Veronika, mit der er drei gemeinsame Kinder hat, in Bezau.
Seit 1966 ist er Mitglied der katholischen Studentenverbindung KÖStV Traungau Graz im ÖCV.

## Politik
Nach dem Eintritt in die Österreichische Volkspartei wurde Helmut Batlogg im Jahr 1975 erstmals zum Ersatzmitglied der Gemeindevertretung seiner Heimatgemeinde Bezau gewählt. Bei der nächsten Gemeindevertretungswahl im Jahr 1980 wurde er sowohl zum Mitglied der Gemeindevertretung als auch von dieser zum Gemeinderat und Vizebürgermeister der Marktgemeinde Bezau gewählt. In die Landespolitik stieg Batlogg am 6. November 1979 ein, als er infolge der Landtagswahl in Vorarlberg 1979 als Abgeordneter des Wahlbezirks Bregenz im Vorarlberger Landtag angelobt wurde. In diesem verblieb er als Abgeordneter vier Legislaturperioden lang bis zum 4. Oktober 1999, als er nach der Landtagswahl am 19. September ausschied. Von April 1990 bis zum 31. Dezember 1997 war Helmut Batlogg zudem Bürgermeister der Marktgemeinde Bezau.